# St. Ottmar (Enkering)

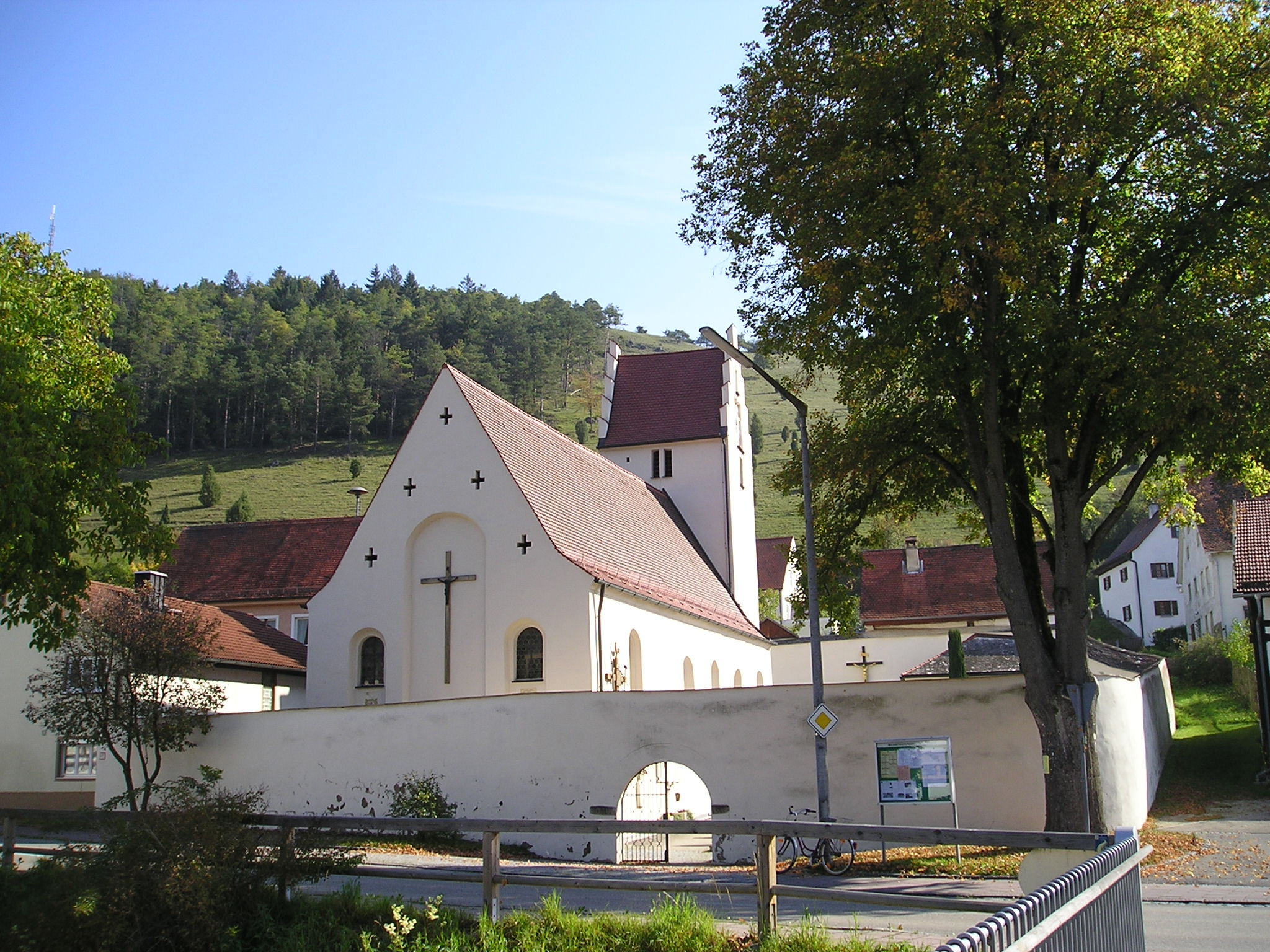
Kirche St. Ottmar

St. Ottmar ist eine römisch-katholische Pfarrkirche am Fuße des Schellenbergs bei Enkering im Markt Kinding im oberbayerischen Landkreis Eichstätt.  

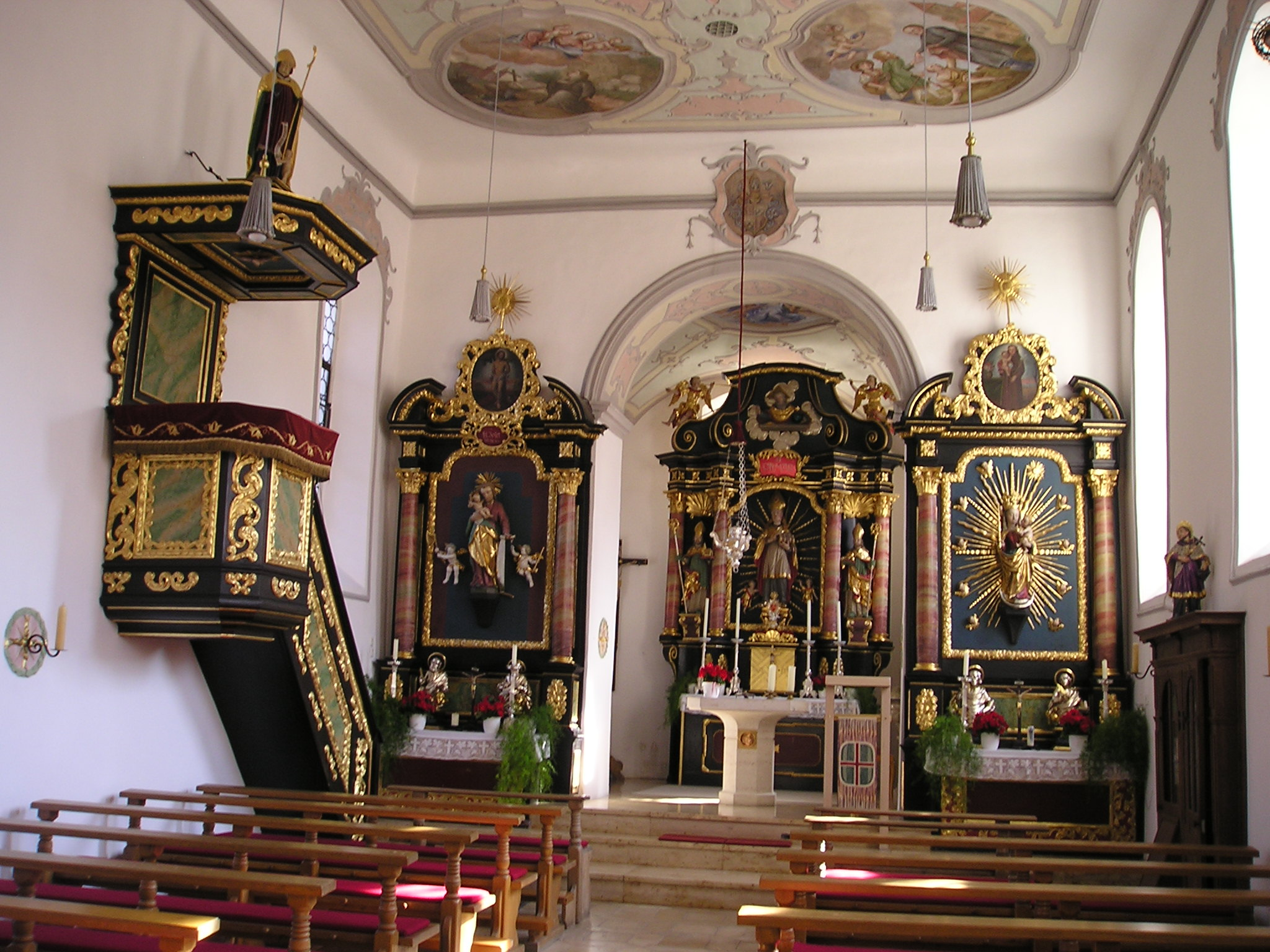
Inneres der Kirche St. Ottmar, Barockausstattung

## Geschichte
Die erste urkundliche Erwähnung des Ortes als „Antkeringa“ stammt aus einer Schenkungsurkunde vom 26. Juli 900. Die Kirche stammt als Neubau unter Einbeziehung älterer Teile vermutlich aus dem Jahre 1617. Der quadratische Chorturm schließt mit einem Satteldach zwischen – für die Altmühlgegend früher typischen – Treppengiebeln. 1738 wurde die Kirche um eine stuckierte Decke durch Franz Xaver Horneis und Deckengemälde mit Szenen aus dem Leben des Kirchenpatrons durch Joseph Dietrich ergänzt. 1875 verlängerte man das Langhaus nach Westen.

## Beschreibung
Das Baudenkmal wird in der Bayerischen Denkmalliste folgendermaßen beschrieben:
Katholische Pfarrkirche St. Otmar: Chorturmanlage, unter Einbeziehung älterer Teile um 1617 erneuert, Barockisierung 1738, Verlängerung des Langhauses 1873; mit Ausstattung
Reste der mittelalterlichen Friedhofsbefestigung, 12./13. Jahrhundert
klassizistischer Grabstein Joseph Thurmeier, 1838. 
Der viersäulige Hochaltar und die Kanzel wurden um 1700, die Seitenaltäre 1717 im barocken Stil errichtet; das Orgelgehäuse stammt aus dem Frührokoko um 1740 (die Orgel baute die Firma W. R. K. aus München 1991 ein). Aus der Spätgotik stammen die Madonna auf dem rechten Seitenaltar, der heilige Augustinus auf dem Schalldeckel der Kanzel und der heilige Wolfgang an der rechten Seitenwand.

## Wehrkirche
Die Ummauerung des Friedhofs rund um die Kirche stammt aus dem 12. und 13. Jahrhundert und diente früher Befestigungszwecken; sie ist nicht in ihrer vollen Höhe erhalten.